# Research Triangle

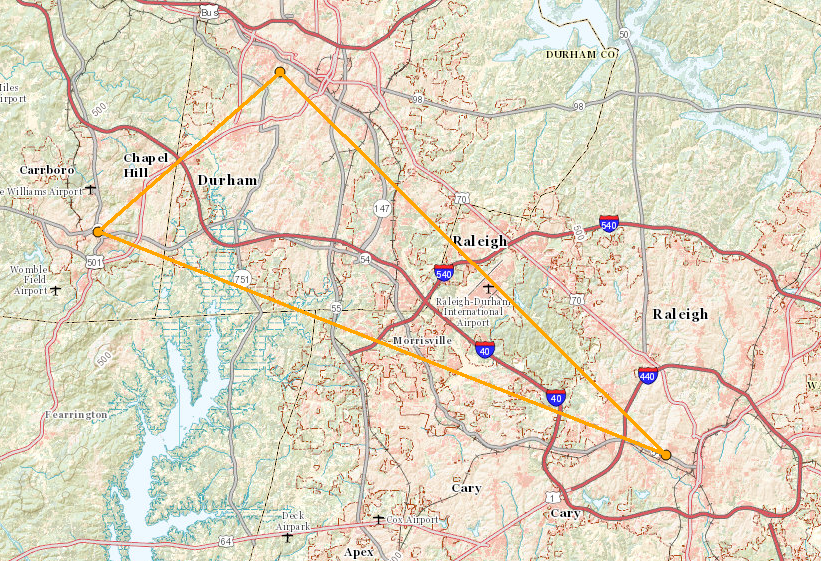
Das „Research Triangle“ (orange Linie)

Das Research Triangle (zu Deutsch „Forschungsdreieck“), meist auch einfach nur „The Triangle“ (Das Dreieck) genannt, ist eine Region im amerikanischen Bundesstaat North Carolina. In der Region befinden sich neben den beiden Städten Raleigh und Durham und den Orten Cary und Chapel Hill außerdem die Universitäten North Carolina State University, Duke University und University of North Carolina. Die Region, die sich aus acht Counties zusammensetzt, trägt auch den Titel „Raleigh–Durham–Chapel Hill CSA“ und umfasst die Metropolregionen Raleigh und Durham-Chapel Hill sowie die statistischen Gebiete Dunn, Henderson, Oxford und Sanford. Laut Daten der Bevölkerungserhebung aus dem Jahr 2013 leben in der Region 2.037.430 Menschen.
Die Bezeichnung des „Dreiecks“  hat sich seit den 1950er
Jahren etabliert, nachdem dort der Research Triangle Park, ein Wissenschaftspark mit Sitz zahlreicher Technologie-Unternehmen, gegründet worden war. Obwohl inzwischen die Bezeichnung „Triangle“ für die ganze Region genutzt wird, bezeichnet sie ursprünglich das Gebiet um die drei Universitäten und die angeschlossenen Forschungseinrichtungen, die zahlreiche Unternehmen anlockten.